# Aart van Ewijk
Aart van Ewijk, (Amsterdam, 15 oktober 1912 - Australië, 1992) was een Nederlandse illustrator, schilder, tekenaar en textielkunstenaar. Hij kreeg zijn opleiding aan de Rijksakademie van beeldende kunsten in Amsterdam en was een leerling van Richard Roland Holst. Van Ewijk heeft gewerkt in Rheden, Amsterdam, Hilversum en Baarn (1943-1951). Op 5 maart 1951 emigreerde hij met zijn vrouw en drie zoons naar het Australische Sydney.

## Nederland
Hij was aanvankelijk een professioneel muzikant, zo speelde hij trombone bij het Concertgebouworkest. Zijn humoristisch-karikaturale illustraties verschenen onder andere in De wonderlijke avonturen van mijnheer Prikkebeen, met tekst van Gabriël Smit, dat verscheen in de regionale kranten zoals de Gooi- en Eemlander en het Nieuwsblad van het Noorden in 1940 en 1941. Het werd tevens gepubliceerd in een boek van Het Spectrum. Naast illustraties maakte hij ook enkele strip- of prentenboeken. Zo verscheen in 1946 De Geschiedenis van Ridder Clap van Rammelsteyn bij De Gulden Pers in Haarlem. In dit boek rijdt ridder Clap op eenzelfde 'Indian' motor als Aart van Ewijk zelf. 
Later schreef hij voor deze uitgever het kinderboek De Zonnejagers van Miezeroord. Het had één plaatje per pagina met tekst daaronder. 

## Australië
Ook in Australië illustreerde hij vele boeken, variërend van schoolboeken aan kinderboeken. Hij werkte ook als grafisch ontwerper en als tekenleraar aan de middelbare school. Vanaf 1960 had hij tentoonstellingen van zijn werk in Sydney en Canberra. Aart van Ewijk maakte illustraties voor NSW Ministerie van Onderwijs School Magazine van 1963 tot aan zijn dood in 1992.

### Illustraties
- Van wolkengrauw en hemelsblauw : een keur van zijn novellen - Theodor Storm (1945)
- Odyssee van het kind Margreet - Jacques Schreurs (1946)
- De wonderlijke avonturen van mijnheer Prikkebeen - Rodolphe Töpffer opnieuw berijmd door Gabriël Smit (1946)
- Amok.Novellen der Leidenschaft - Stefan Zweig
- De rozenkrans - Gabriël Smit, uitgeverij De Fontein (1947)
- Robert Koch : één tegen milliarden - Ad. W Krueger (1950)
- Dr. Jekyll en Mr. Hyde - Robert Louis Stevenson; cover (1951)
- Heilige slangen - John Hagenbeck (1951)
- Het portret van Dorian Gray - Oscar Wilde (1951)
- Groot vertel-boek voor het katholiek gezin: een bonte verzameling historische verhalen, godsdienstige vertellingen, spannende avonturen, koddige belevenissen, verrassende sprookjes, aardige versjes : om te lezen en voor te lezen - uitgeverij Fontein (1952)
- The little ferry boat - Jan Stanford; uitgeverij Angus & Robertson (1966)
- An introduction to music - Kenneth Robins (1966)
- De poppen van madame Mandilip, Abraham Merritt Nederlandse Boeken Club, vertaling van Dies Helb-Adam (1963)
- Discovering social studies : fourth grade - John Kennedy (1968)
- The Australian Story and its Background– Bruce Mitchell (1970)
- Beware, Take Care - Jean Chapman (1979)

- Digitale Bibliotheek voor de Nederlandse Letteren: ewij001
- International Standard Name Identifier: 0000 0003 8890 839X
- Nederlandse Thesaurus van Auteursnamen: 072263768
- RKD-Nederlands Instituut voor Kunstgeschiedenis: 26919
- Union List of Artist Names: 500594687
- Virtual International Authority File: 282170433
- WorldCat: E39PBJcgrfGtC3bkdcYmryxkXd